# Yixing
Yixing (chinesisch 宜興市 / 宜兴市, Pinyin Yíxīng Shì) ist eine kreisfreie Stadt, die zum Verwaltungsgebiet der bezirksfreien Stadt Wuxi in der chinesischen Provinz Jiangsu gehört. Sie liegt in der Nähe des Westufers des Tai-Hu-Sees, etwa 120 km westlich von Shanghai. Yixing hat eine Fläche von 2.177 Quadratkilometern und zählt insgesamt rund 1,25 Mio. Einwohner (Stand Ende 2014) und ist berühmt für seine Keramik- und Tonwaren, darunter vor allem die künstlerische Teekannen und Bonsaischalen. Des Weiteren ist in Yixing vor allem die chemische Industrie angesiedelt.

## Geschichte
Früheste Siedlungsfunde mit Hinweisen auf Tonverarbeitung reichen bis 5000 Jahre zurück und belegen die lange Tradition der Keramikherstellung in der Region. Charakteristisch ist hierbei die bekannte Yixing-Teekanne.

## Persönlichkeiten (Auswahl)
Söhne und Töchter Yixings
- Xu Beihong (1895–1953), Maler
- Shi Yan (1904–1994), Kunsthistoriker
- Qian Xiuling (1912–2008), chinesisch-belgische Chemikerin
- Gu Jingzhou (1915–1996), Meistertöpfer und Künstler
- Ding Junhui (* 1987), Snookerspieler
- Wu Lihong (* 1968), Umweltaktivist